# Bernhard Middelboe (søofficer)
 Der er flere personer med dette navn, se Bernhard Middelboe.
Bernhart (Bernhard) Ulrich Middelboe (16. november 1768 i Aarhus – 25. oktober 1825 i København) var en dansk søofficer. Han var søn af biskop Stephan Middelboe, far til søofficeren Stephan Middelboe og farfar til maleren Bernhard Middelboe.
Middelboe blev volontærkadet i Marinen 1778, kadet 1782, sekondløjtnant 1789, premierløjtnant i 1796, kaptajnløjtnant i 1804 og kaptajn i 1810. I 1815 erholdt han afsked (fra 1816 med titel af kommandørkaptajn). Han var i hollandsk tjeneste i 1793-95, hvorfra han vendte syg hjem. Han gjorde derefter tjeneste ved den glückstadtske ekvipage og var derefter ansat ved indrulleringen i Aabenraa. Han kommanderede skonnerten Den Aarvaagne i Caribien (daværende Vestindien) i 1799 og var i kamp mod en engelsk kaper. 
Efter sin hjemkomst blev Middelboe beordret til indrulleringen i Randers. I slaget på Reden den 2. april 1801 var Middelboe chef for stykprammen Søhesten. I kampen blev 25 af hans 74 besætningsmedlemmer dræbt, og 22 blev såret. I et forsvar mod tre fregatter og nogle brigger måtte han overgive sig for overmagten. Under Københavns bombardement i 1807 var han chef for batteriet Prøvestenen. Da han ved reduktionen af forsvaret i 1815 var blevet afskediget, købte han landejendommen Pedersdal på Amager og bosatte sig der. 
Middelboe mistede sit hus og alle ejendele under Københavns bombardement og fik derfor i 1808 et lån på 500 rigsdaler, så kan kunne forsørge sin familie og husstand, som bestod af 11 personer. Alligevel døde han i temmelig trange kår. Han var gift med Magdalene f. Foersom (født i Øster Lindet 1. juli 1773, død i Ribe 23. december 1861), datter af provst Christian Foersom og enke efter konsumtionsinspektør P. Buch i Viborg. Han er begravet på Holmens Kirkegård. Det Kongelige Bibliotek og Forsvarets Bibliotek har portrætter af Middelboe.